# Johnny Cardoso
João Lucas „Johnny” de Souza Cardoso (ur. 20 września 2001 w Denville) – amerykański piłkarz pochodzenia brazylijskiego i włoskiego występujący na pozycji defensywnego lub środkowego pomocnika, reprezentant Stanów Zjednoczonych, od 2025 roku zawodnik hiszpańskiego Atlético Madryt.
Jego rodzice pochodzą z Brazylii. On sam urodził się w Stanach Zjednoczonych, jednak mając trzy miesiące powrócił z rodziną do Brazylii.